# Константин Микульчич
Константин Микульчич (Коснятин Микулинич) — новгородский посадник.
Получил посадничество в 1135 году. В 1137 году новгородцы и псковичи тайно согласились выгнать от себя князя Святослава Ольговича и взять бывшего уже у них ранее Всеволода Мстиславича. В Новгороде произошёл мятеж; многие бежали к Всеволоду, бежал и Константин, но у него отняли посадничество, а затем, когда Всеволод вернулся, некоторые новгородцы опять восстали, не желая уже иметь у себя Мстиславича, и начали грабить дома его приверженцев, в том числе и дом Константина. В 1146 году Константин вторично получил посадничество, а в 1147 году умер.